# Ingria (Włochy)
Ingria – miejscowość i gmina we Włoszech, w regionie Piemont, w prowincji Turyn.
Według danych na rok 2004 gminę zamieszkiwało 61 osób, 4,4 os./km².